# La Villegas
La Villegas ist eine Ortschaft und eine Parroquia rural („ländliches Kirchspiel“) im Kanton La Concordia der ecuadorianischen Provinz Santo Domingo de los Tsáchilas. Die Parroquia besitzt eine Fläche von 58,28 km². Die Einwohnerzahl in dem Areal lag im Jahr 2010 bei 4467.

## Lage
Die Parroquia La Villegas liegt im Tiefland westlich der Cordillera Occidental im Nordwesten der Provinz Santo Domingo de los Tsáchilas. Das Verwaltungsgebiet wird im Südwesten vom Río Búa sowie im Nordosten vom Río Mache begrenzt. Beide Flüsse münden in den Río Quinindé. Der etwa 220 m hoch gelegene Hauptort befindet sich 9 km südwestlich vom Kantonshauptort La Concordia. Die Fernstraße E385 von La Concordia zur E382 (El Carmen–Pedernales) durchquert das Verwaltungsgebiet in Ost-West-Richtung und führt dabei 2 km nördlich an dessen Hauptort vorbei.
Die Parroquia La Villegas grenzt im Norden an die Parroquia La Unión (Provinz Esmeraldas, Kanton Quinindé), im Osten an die Parroquia Plan Piloto, im Süden an die Parroquia San Jacinto del Búa (Kanton Santo Domingo) sowie im Westen an die Parroquia Monterrey.

## Geschichte
Die Gründung der Parroquia La Villegas wurde am 1. November 2011 im Registro Oficial N° 568 bekannt gemacht und wirksam.